# The Elder Scrolls IV: Oblivion Remastered
The Elder Scrolls IV: Oblivion Remastered je akční hra na hrdiny z roku 2025 vyvinutá studiem Virtuos ve spolupráci s Bethesda Game Studios a vydaná společností Bethesda Softworks. Hra je remasterem titulu The Elder Scrolls IV: Oblivion (2006) a obsahuje kompletně přepracovanou grafiku za pomoci enginu Unreal Engine 5 a různá další vylepšení, např. možnost sprintovat a změněné uživatelské rozhraní. Původní rozšíření Knights of the Nine a Shivering Isles jsou součástí základní verze remasteru. Hra byla oznámena 22. dubna 2025 a téhož dne vyšla pro osobní počítače s Windows a konzole PlayStation 5 a Xbox Series X/S. Setkala se s příznivým hodnocením kritiků.

## Hratelnost
Hra si zachovává strukturu otevřeného světa a základní herní mechaniky původního titulu, včetně soubojů v reálném čase, zvyšování úrovně postavy, postupu na základě vlastností, resp. dovedností, a úkolových linek s několika frakcemi. Remaster obsahuje kompletně přepracovanou grafiku s moderními vykreslovacími technikami, sledováním paprsků a aktualizovanými texturami a modely. Chování nehratelných postav bylo předěláno pomocí vylepšené umělé inteligence a všechny jejich animace byly aktualizovány. Přepracováno bylo také uživatelského rozhraní a ovládání hry, aby bylo kompatibilní s hardwarem současné generace. Znovu byly nahrány zvuky a efekty prostředí a došlo k částečnému přepracování hlasových projevů postavu.
Placené datadisky Knights of the Nine a Shivering Isles rozšiřující původní titul jsou součástí základní verze remasteru.

## Příběh
Hra se odehrává v provincii Cyrodiil a hráč se v ní ujímá role Hrdiny od Kvatche, který je po zavraždění císaře Uriela Septima VII. vtažen do konfliktu, do něhož je zapletena daedrická říše Oblivion.

## Vývoj
Na vývoji hry, jenž začal v roce 2021, se podílelo pařížské studio společnosti Virtuos a Bethesda Game Studios. Vývojáři použili Unreal Engine 5 k vylepšení vizuální stránky hry, zatímco její základní systémy hratelnosti a fyzika běží na původním enginu. První zmínky o remasteru se objevily v září 2023, kdy interní dokumenty společnosti Microsoft (z roku 2020) zveřejněné v rámci procesu FTC v. Microsoft odkazovaly na „Oblivion Remaster“, jenž měl vyjít ve fiskálním roce 2022.
Více se o titulu začalo spekulovat v dubnu 2025, kdy byly na webových stránkách společnosti Virtuos objeveny herní obrázky a propagační materiály, jež byly následně sdíleny online. Na obrázcích získaných prostřednictvím WordPressu se nacházel např. záběr pohledu prvního osoby v otevřeném světě po dokončení tutoriálu a Císařského města a jeho okolí. Dne 21. dubna 2025 Bethesda potvrdila existenci remasteru oznámením konání živého vysílání na následující den. Na konci vysílání vyšla hra pro osobní počítače s Windows na Steamu a konzole PlayStation 5 a Xbox Series X/S a byla přidána do nabídky služby Xbox Game Pass. Živé vysílání sledovalo na YouTubu více než 600 000 lidí.

## Přijetí

### Kritika
| Agregátor  | Skóre                                  |
| ---------- | -------------------------------------- |
| Metacritic | (PC) 81/100 (PS5) 82/100 (XSXS) 83/100 |
| OpenCritic | 90 % doporučuje                        |

| Udělil                | Skóre  |
| --------------------- | ------ |
| GameSpot              | 8/10   |
| Hardcore Gamer        | 4,5/5  |
| IGN                   | 8/10   |
| PC Gamer (US)         | 84/100 |
| Push Square           | 7/10   |
| RPGFan                | 90/100 |
| Video Games Chronicle | 4/5    |
| VG247                 | 3/5    |

Dle agregátoru recenzí Metacritic obdržel titul The Elder Scrolls IV: Oblivion Remastered od kritiků „celkově příznivé“ recenze, přičemž podle serveru OpenCritic jej doporučilo 90 % kritiků.

### Prodeje
Tři dny po vydání si hru zahrály celkem 4 miliony hráčů a na Steamu dosáhla nejvyššího počtu 216 000 souběžně hrajících hráčů. V prvním květnovém týdnu roku 2025 se hra stala třetí nejprodávanější hrou roku v počtu zakoupených kopií, přičemž se do tohoto údaje nepočítají stažení ze služeb, jako je Xbox Game Pass.